# Lionel Aldridge
(en) Statistiques sur pro-football-reference
Lionel Aldridge, né le 14 février 1941 à Evergreen et mort le 12 février 1998 à Shorewood, est un joueur américain de football américain.

## Enfance
Aldridge fait ses études à la Pittsburgh High School de Pittsburg après avoir passé son enfance chez ses grands-parents agriculteurs, abandonné par sa mère,.

## Carrière

### Université
Étudiant à l'université d'État de l'Utah de 1959 à 1962, il évolue avec l'équipe de football américain des Aggies comme tight end et defensive end avant de passer defensive tackle lors de sa dernière année,. Son entraîneur John Ralston le voyait plus jouer comme un offensive guard dans le milieu professionnel.

### Professionnel
Lionel Aldridge est sélectionné au quatrième tour de la draft 1963 de la NFL par les Packers de Green Bay au cinquante-quatrième choix mais également par les Oilers de Houston à la draft de l'AFL, au sixième tour, sur le quarante-septième choix. Dès sa saison de rookie, Aldridge est lancé comme titulaire après le départ de Bill Quinlan et après avoir surpassé Urban Henry lors de la pré-saison. Il dispute toutes les rencontres pendant trois ans avec les Packers avant de manquer les quatre derniers matchs de la saison 1966 à cause d'une blessure à la cheville.
Avec Green Bay, le defensive end remporte les deux premiers Super Bowl et dispute 123 matchs de 1963 à 1971 dont 115 comme titulaire. Lors de la saison 1971, le nouvel entraîneur Dan Devine remplace Aldridge par Alden Roche au poste de titulaire et le natif de Louisiane est échangé aux Chargers de San Diego en 1972 avec un tour de la draft 1974 contre Jim Hill. Il fait deux saisons à San Diego dont une comme titulaire en puissance avant de prendre sa retraite en avril 1974.
Après sa carrière, il devient consultant pour la NBC notamment pour le Super Bowl VII. Souffrant de problèmes mentaux et notamment de schizophrénie ou encore de dépression, il se retrouve sans-abri pendant une période, devenant même un vagabond, et est aperçu dans des réunions de prises de parole pour personnes touchées par ces pathologies comme porte-parole et intervenant.
En 1988, il est introduit au temple de la renommée des Packers de Green Bay.